# Гордеев, Артём Сергеевич
Артём Сергеевич Гордеев (род. 15 сентября 1988, Уфа) — российский хоккеист. Воспитанник хоккейной школы уфимского «Салавата Юлаева».

## Карьера
Воспитанник хоккейной школы уфимского «Салавата Юлаева». Обладатель золотых медалей Первенства России по хоккею среди детско-юношеских спортшкол в 2003 году.
Во взрослом хоккее начал выступать за второй состав команды «Салавата Юлаева». На один сезон был откомандирован во второй состав московского «ЦСКА». По возвращении продолжил выступать за уфимцев. Дебютировал в чемпионате России в сезоне 2007/08. Вместе с командой стал чемпионом России. Этот чемпионат стал последним в истории Суперлиги и последним, организованным непосредственно Федерацией хоккея России.
В 2008 году был вызван в молодёжную сборную России до двадцати лет. Провел в её составе 7 матчей, набрал 4 очка (2 гола и 2 передачи). Вместе со сборной завоевал бронзовые медали первенства на чемпионате мира.
По возвращении из сборной был арендован командой высшей хоккейной лиги «Торос» из Нефтекамска . Однако, проведя за клуб всего три игры, вернулся в «Салават Юлаев». В этом же сезоне дебютировал в КХЛ. Продолжал выступать за «Салават Юлаев» и клуб молодёжной хоккейной лиги «Толпар» вплоть до 2011 года. За это время завоевал с командой Кубок Гагарина (в сезоне 2010/11).
Сезон 2011/12 начал в Уфе, однако, отыграв всего три матча, расторг контракт с командой и вновь перебрался в «Торос». Провел в составе «Тороса» два сезона и стал обладателем Кубка Петрова («Братины») в сезоне 2011/12.
Летом 2012 года заключил двухлетний контракт с московским «Спартаком». Проведя в составе «Спартака» всего 6 встреч и отметившись голевой передачей, осенью 2012 года вернулся в «Торос». В этом же сезоне стал двухкратным обладателем Кубка Петрова («Братины»).
В феврале 2015 года стал победителем Зимней универсиады 2015. Через несколько месяцев, по итогам сезона 2014/15, завоевал третий Кубок Петрова («Братины») в составе нефтекамского хоккейного клуба.
Заключительный матч регулярного чемпионата ВХЛ 2018/19 стал для нападающего пятисотым за «Торос». В 500 играх набрал 200 очков — забросил 86 шайб и сделал 114 результативных передач.
По окончании сезона 2018/19 завершил карьеру профессионального хоккеиста. За «Салавата Юлаев» провёл 81 матч, набрал 13 очков, показатель полезности «+14». За «Торос» провёл 513 матчей, набрал 202 очка, показатель полезности «+100»..

## Достижения
- Чемпион России 2007/2008
- Бронзовый призёр молодёжного чемпионата мира 2008
- Обладатель кубка Гагарина 2010/2011
- Обладатель кубка Петрова («Братины») 2011/12, 2012/13, 2014/15
- Победитель Универсиады 2015